# Letiny
Letiny är en ort i Tjeckien.   Den ligger i regionen Plzeň, i den västra delen av landet, 90 km sydväst om huvudstaden Prag. Letiny ligger 467 meter över havet och antalet invånare är 588.
Terrängen runt Letiny är platt åt sydost, men åt nordväst är den kuperad. Runt Letiny är det ganska glesbefolkat, med 23 invånare per kvadratkilometer. Närmaste större samhälle är Klatovy, 19,7 km sydväst om Letiny. Omgivningarna runt Letiny är en mosaik av jordbruksmark och naturlig växtlighet.